# بودای حومه‌نشینان (آلبوم)
بودای حومه‌نشینان (انگلیسی: The Buddha of Suburbia) نوزدهمین آلبوم استودیویی موسیقی‌دان انگلستانی دیوید بویی است. این آلبوم اولین بار در ۸ نوامبر ۱۹۹۳ توسط اریستا رکوردز در بریتانیا و اروپا منتشر شد. این پروژه بعد از مصاحبه‌ای میان بویی و حنیف قریشی در طول یک تور مطبوعاتی برای کراوات سیاه بینی سفید (۱۹۹۳) آغاز شد. بویی در این مصاحبه موافقت کرد که برای سریال اقتباس‌شده از رمان ۱۹۹۰ بودای حومه‌نشینان نوشتهٔ قریشی موسیقی بسازد. بویی بعد از ساخت قطعات اصلی تصمیم گرفت این پروژه را به یک آلبوم کامل تبدیل کند. این آلبوم در طول شش روز در استودیوی مونشین در مونتروی سوئیس ضبط شد. بویی عمدتاً با اردال کیزلچای، موسیقی‌دان ترک، همکاری داشت و پیانیست، مایک گارسون، وظیفهٔ اورداب قطعات را بر عهده داشت.